# تشارلز ك. بي. ووكر
تشارلز ك. بي. ووكر (بالإنجليزية: Charles C. B. Walker)‏ هو ضابط وسياسي أمريكي، ولد في 27 يونيو 1824، وتوفي في 26 يناير 1888. حزبياً، نشط في الحزب الديمقراطي. وقد انتخب عضو مجلس النواب الأمريكي.